# Final Fantasy (игра)
Final Fantasy (яп. ファイナルファンタジー фаинару фантадзи:) — видеоигра в жанре JRPG. Была выпущена в Японии компанией Square Co., Ltd. (ныне Square Enix) для Nintendo Entertainment System в 1987 году и положила начало ведущему бренду Square — серии Final Fantasy.
Final Fantasy I была не раз портирована для ряда домашних и карманных консолей и зачастую поставлялась в наборе, в комплект которого также входила следующая часть серии — Final Fantasy II; одними из таких наборов являются Final Fantasy Origins (PS One) и Final Fantasy I & II: Dawn of Souls (Game Boy Advance).
Final Fantasy стала одной из наиболее влиятельных ранних японских ролевых игр и сыграла одну из ведущих ролей в формировании и популяризации жанра.

## Игровой процесс
Геймплей в Final Fantasy I не сильно отличался от большинства других игр жанра JRPG тех времён — игрок перед началом игры должен сам создать себе команду из четырёх героев, которых в игре называют «Светлыми Воинами» (англ. «Light Warriors") или «Воинами Света» (англ. «Warriors of Light») в последующих ремейках, посредством выбора класса и ввода имени (изначально можно было ввести лишь 4 символа, но в последующих ремейках количество символов увеличилось до 6) для каждого из персонажей. Выбор классов для персонажей никак не повлияет на сюжет игры, однако внесёт разницу (порой весьма значительную) в то, как будут проходить бои в игре.

Игровой процесс

В основном, цель игры заключается в уничтожении четырёх «Стихийных Врагов» (англ. «Elemental Fiends»), которых также называют «Стражами Хаоса» (англ. «Fiends of Chaos»). На своём пути игрок периодически посещает различные города, в которых он может закупить новую экипировку, продать старую, приобрести разного рода расходные материалы, получить вспомогательную информацию, ну и, конечно же, отдохнуть после насыщенных приключений. Вне городов на героев могут напасть разного рода монстры, которых нужно либо истребить, либо избежать посредством побега с поля боя. Победа над монстрами даёт героям очки опыта (англ. EXP, Experience Points), набор определённого количества которых повышает уровень развития героев, а также золото (англ. Gold, или Gil в ремейках, на манер последующих частей серии), местную валюту в мире Final Fantasy I.
С повышением уровня растут характеристики, увеличивается запас очков жизней (англ. HP, Hit/Health Points) и заклинаний. Ранние версии игры выделяются отсутствием маны, вместо неё у героев имелось некоторое количество восстанавливаемых во время отдыха зарядов для каждого уровня заклинаний, количество которых напрямую зависело от уровня персонажа. В более поздних версиях игры, начиная с Final Fantasy I & II: Dawn of Souls для Game Boy Advance, в игру была введена система потребления очков магии (англ. MP, Magic/Mana Points), свойственная для большинства следующих частей серии Final Fantasy. Таким образом, у каждого персонажа (преимущественно у магов) появился свой собственный запас MP, который является общим для всех разученных заклинаний. Более мощные заклинания требуют больших затрат MP. Количество MP растёт точно так же, как и количество HP — вместе с повышением уровня развития персонажа.
Путешествия между городами и локациями, в которых и разворачивается основное действие, происходят на глобальной карте. В Final Fantasy I есть несколько видов транспорта. Изначально у игрока нет ни одного транспорта, из-за чего ему открыта лишь малая часть наибольшего континента, но по ходу сюжета персонажи получают корабль (для передвижения по морям и океанам) и каноэ (для перемещения вдоль узких рек), которые помогут исследовать весь основной континент и, в конечном итоге, получить летающий корабль, который даёт возможность отправиться исследовать два внешних континента и продвинуться дальше по сюжету. Также, по мере прохождения игры герои смогут использовать подводную лодку для погружения на дно океана, но управлять самой лодкой возможности не предоставляется, она сама доставляет героев на требуемое место.

### Классы
Классы для персонажей выбираются игроком в начале игры и не могут быть изменены в дальнейшем. На поздних этапах игры каждый класс может быть улучшен посредством выполнения необязательного квеста. Три класса ориентированы на физический бой и три — на магию.
- Воин (англ. Fighter, в более поздних версиях — англ. Warrior) владеет любым оружием и бронёй, имеет сильную атаку и защиту, после становления Рыцарем (англ. Knight), помимо прибавки к силе и защите, получает способность разучивать и использовать белую магию низких уровней.
- Чёрный Пояс или Монах (англ. Black Belt или англ. Monk) — не признает броню и оружие, доверяет лишь своим кулакам. В большинстве случаев любая броня или оружие лишь ухудшает его защиту и атаку. Повышение до Мастера (англ. Master) ещё больше усиливает его атаку кулаками и защиту без брони.
- Вор (англ. Thief) — быстрый и ловкий; особо полезен тогда, когда лучше разумно отступить, чем позорно проиграть. После становления Ниндзя (англ. Ninja) получает ещё бо́льшую прибавку к ловкости, а также приобретает возможность разучивать и использовать чёрную магию низких уровней.
- Красный Маг (англ. Red Mage) — может использовать большинство заклинаний чёрной и белой магии (кроме самых продвинутых) и эффективно сражаться с помощью холодного оружия. После повышения до Красного Колдуна (англ. Red Wizard) получает разрешение на разучивание и использование более мощных заклинаний, а также может одеться в более солидную экипировку.
- Белый Маг (англ. White Mage) — специалист по белой магии (в основном лечебные и защитные заклинания), слабый в ближнем бою и не особо блещет защитой. После повышения по должности до Белого Колдуна (англ. White Wizard) получает доступ к разучиванию и использованию самых мощных заклинаний из школы белой магии.
- Чёрный Маг (англ. Black Mage) — мастер чёрной магии (в основном атакующие заклинания). По сути похож на Белого Мага, но имеет более сильную атаку в ближнем бою и меньшее количество HP. На манер того же Белого Мага — после повышения до Чёрного Колдуна (англ. Black Wizard) получает возможность изучить наисильнейшие заклинания из школы чёрной магии.

### Бой

Бой в оригинальной версии

Битвы в игре реализованы пошагово. В начале каждого хода игрок выбирает действие для каждого из своих персонажей, это может быть простая атака, применение магии, использование вещей или снадобья, или же команда на отступление. Далее начинается поочерёдное выполнение этих команд и действий монстров, порядок зависит от скорости (англ. agility) — самые быстрые выполняют свои команды первыми, если же скорость совпадает, то первенство определяется случайным образом.
В версии игры для NES также есть следующая особенность: если персонаж выбрал для атаки какого-либо монстра в качестве цели, но когда наступила его очередь, монстр уже убит — атака пропадает и персонаж просто пропускает ход. В более поздних версиях игры, новая цель выбирается случайно, и удар наносится по ней. Все это относится как к простым атакам, так и к магии, и к применению вещей.
Битва продолжается, пока одна из сторон не будет повержена или не сбежит. Если игрок побеждает, то персонажи получают опыт и деньги, если сбегает, то не получает ничего и оказывается на основной карте, там где был до боя. В случае когда игрок проигрывает партию — игра заканчивается.

### Экипировка и вещи
Final Fantasy содержит ряд оружия и брони; новая экипировка может сделать Светлых Воинов сильнее в бою. Каждый из Светлых Воинов имеет восемь слотов инвентаря: четыре для оружия и четыре для брони. У каждого персонажа есть свои ограничения на использование оружия и брони. Также, некоторые виды оружия и брони обладают магической силой и, при использовании во время боя, накладывают атакующие заклинания или обеспечивают защиту от заклинаний противника.
Всего в игре есть шесть типов оружия: мечи, кинжалы, топоры, молоты, посохи и нунчаки. Воины могут также сражаться голыми руками; однако, только Чёрный Пояс/Мастер может делать это эффективно. Тип оружия главным образом определяет связанное с ним изображение, а также то, какие классы могут его использовать. Например, Чёрный Пояс может использовать нунчаки, но не может экипировать топоры. Каждое оружие имеет три показателя: атака, точность и шанс критического удара. Определённое оружие также эффективно против монстров определённого типа или уязвимых для конкретного элемента. В оригинальной версии для NES эти свойства и шанс критического удара не были использованы из-за ошибки, которые были исправлены в следующих изданиях. Экипировать можно четыре оружия, но одновременно использовать можно только одно.
В дополнение к оружию присутствует четыре вида брони: доспехи (робы, кольчуги, браслеты), шлемы, перчатки, и щиты. В отличие от оружия, тип брони очень важен. Персонаж может надеть до четырёх различных частей брони сразу, но только по одной каждого типа. Каждая броня имеет два показателя: защита и уклонение. Определённые виды брони также обеспечивают защиту от определённого типа магии.
В магазинах Светлые Воины могут купить вещи для восстановления сил во время путешествий. Одновременно можно взять до 99 вещей каждого вида. Сюда относятся Порошок и предметы, которые лечат персонажей или устраняют различные статусы, такие как отравление или окаменение; Палатка и Спальный мешок, которые могут быть использованы на карте мира для лечения и дополнительного сохранения игры; и Коттедж, который, кроме того, восстанавливает MP после сохранения. Дополнительно специальные вещи могут быть получены на протяжении или после завершения квестов.
Много классов персонажей способны использовать магию, которая делится на защитную «белую» магию и атакующую «чёрную». Заклинания распределены по уровням от 1 до 8, при этом заклинания более высокого уровня, как правило, являются более мощными. Имеется по четыре заклинания для каждого уровня, из которых персонажи могут выучить только по три, приобретая их в магазинах в городах. Белые волшебники могут выучить все заклинания белой магии, а Чёрные — чёрной. Остальные классы могут выучить намного меньше заклинаний. В оригинальной версии для NES, выученные заклинания нельзя забыть. Это было изменено в некоторых последующих изданиях.
Оригинальная версия для NES позволяла каждому магу «заряжать» уровни заклинаний; и заклинания определённого уровня могли быть использованы столько раз, сколько зарядов присутствует у мага. По мере роста уровня персонажа увеличивалось и число зарядов. Эта система имеет тесное сходство с системой магии Dungeons & Dragons. В некоторых более поздних выпусках игры она была заменена на MP-систему (англ. Magic Points).

## Сюжет и мир

### Мир
Действие происходит в фэнтезийном мире, состоящем из трёх больших континентов. В отличие от последующих частей серии Final Fantasy, мир и континенты первой части не имеют названий. Силы стихий в этом мире определены состоянием четырёх светящихся кристаллов («orbs» в оригинальной североамериканской локализации), каждый из которых управляет соответствующим элементом: землёй, огнём, водой или ветром.
Мир Final Fantasy населён разными расами.
- Эльфы (Elves) живут в Эльвхейме (Elfland, Elfheim). Они выделяются главным образом своими заострёнными ушами. Спрайт для класса Вор также имеет заострённые уши, что привело к предположению, что персонаж, возможно, эльф[1].
- Эльфы находятся в состоянии войны с Тёмными Эльфами (Dark Elves), во главе которых стоит Астос (Astos).
- Русалки (Mermaids) живут на верхнем этаже Святыни Солнца (Sea Shrine, Sunken Shrine). По определённым причинам, они не помогают Светлым Воинам.
- Драконы (Dragons) живут на островах Кардия (Cardia islands). Король драконов Багамут (Bahamut) может повысить классы Воинов, если они принесут доказательство смелости из Цитадели Испытаний (Castle of Ordeal, Citadel of Trials).
- Роботы главным образом находятся в Небесном Замке (Floating Castle, Sky Castle). Они, вместе с замком и дирижаблями, были созданы древней цивилизацией Луфениан (Lefeinish).
- Луфениане (Lufenians) — о них мало чего известно, кроме того, что они — потомки представителей древней цивилизации. Луфенианином являлся Сид, живший за несколько сотен лет до начала игры.

### Сюжет
На мир обрушились несчастья. Все четыре управляющие стихиями сферы погасли одна за другой, что вылилось в великие бедствия — море наполнили ужасные штормы, земля постепенно перестаёт плодоносить, опустошающие пожары сжигают города и леса. Единственная надежда — пророчество, говорящее, что когда наступят тёмные времена, придут четыре Воина света и спасут мир.
Игра начинается с появления четырёх юных Воинов Света (Warriors of light), главных героев истории. Каждый из них имеет один погасший Кристалл (Orbs, Crystals). Они прибывают в Корнелию (Coneria, Cornelia), мощное королевство, где недавно рыцарь-злодей Гарланд (Garland) похитил принцессу Сару (Sara). Воины Света идут к руинам Храма злодеев (Temple of Fiends) в углу от Корнелии, побеждают Гарланда, и возвращают Принцессу Сару домой. Благодарный Король (King of Coneria) строит мост, который позволяет Воины Света пройти на восток к Правоке (Pravoka).
В Правоке Воины Света освобождают город от Бикка (Bikke) и его банды пиратов и получают в своё распоряжение пиратское судно. Получив возможность путешествовать по водным просторам, Воины Света остаются заперты в пределах моря Алди (Aldi Sea, Aldean Sea), в центре южного континента. На южном берегу моря находится королевство эльфов Эльвхейм (Elfheim), принц которого был погружён Астосом в проклятый сон. На западе — разрушенный замок, где король сообщает вам, что Астос (Astos) украл его корону и спрятал её в Пещере Топи (Marsh Cave) на юге, а когда Воины Света возвращают корону, то узнают, что это и есть Астос. Он также украл у ведьмы Матойи (Matoya, Matouya) Кристальный глаз (Crystal). Когда вы вернете его — она приготовит зелье, способное пробудить Принца Эльфов (Elf Prince), который даст Воины Света ключ способный открыть любую дверь. Ключ открывает комнату в Замке Корнелии (Coneria Castle) где хранится Нитропорошок (TNT, Nitro Powder). Неррик (Nerrick), один из гномов живущих в горе Дуергар (Mount Deurgar), с его помощью разрушает небольшой перешеек, соединяющий море с внешним миром.
После посещения полуразрушенного города Мелмонд (Melmond), Светлые Воины отправляются в Пещеру Земли (Earth Cave, Cavern of Earth) чтобы победить вампира и получить Рубиновую Звезду (Ruby), которая нужна, чтобы пройти далее в Пещеру Мудреца (Sage Sarda’s, Sadda). С помощью Палки Земли (Sarda’s Rod), Воины пробираются глубже в Пещеру Земли и уничтожают демона земли Лича (Lich), который виноват в разрушении земли. Воины Света затем получают каноэ, с помощью которого добираются до Горы Галг (Gurgu Volcano, Mt. Gulg) и поражают демона огня Марилит (Kary, Marilith). Они извлекают Левистоун (Floater, Levistone) из Пещеры льда (Ice Cave), и с его помощью получают дирижабль, позволяющий путешествовать по воздуху и добраться до других континентов. После того, как они докажут свою смелость, принеся Хвост крысы (Rat’s Tail) из Цитадели испытаний (Castle of Ordeal, Citadel of Trials), король драконов Багамут (Bahamut) повышает класс персонажей.
Используя Оксиал (Oxyale), Воины отправляются в Затонувшую Святыню (Sunken Shrine) чтобы победить демона воды Кракена (Kraken). Они также находят Камень Розетты с фрагментами Луфенианского языка. Лингвист по имени доктор Унн (Dr. Unne) используя камень обучает Воинов Луфенианскому языку (Lefeinish). После этого Воины Света отправляются в небольшой отдаленный город — последний оставшийся форпост Луфенианской цивилизации. Жители города дают Воинам Света доступ в Башню Миражей а откуда можно попасть в Небесный замок (Floating Castle, Sky Castle) которую захватил демон воздуха Тиамат (Tiamat). После победы над четырьмя Врагами (Fiends) Кристаллы восстанавливаются, но Воины Света узнают, что это ещё не конец: настоящий враг ожидает их две тысячи лет назад. Путешествуя в прошлое Воины обнаруживают, что четыре Врага отправили Гарланда (теперь это Хаос (archdemon Chaos)) в прошлое, а он отправил Врагов в будущее, чтобы создать временной цикл, в котором он бы смог жить вечно. Светлые Воины побеждают Хаоса (Chaos), таким образом прерывая временной парадокс и меняя будущее, и теперь никто и не подозревает о произошедшем тяжёлом испытании.

## Разработка
Разработка Final Fantasy началась в 1987 году, дизайнер компании Square Хиронобу Сакагути приступил к работе над новым и, вероятнее всего, последним проектом. Сакагути планировал покинуть Square после завершения проекта и назвал его Final Fantasy (Последняя фантазия), так как это была, как ему казалось, его последняя работа и, скорее всего, последняя работа Square. Сама компания Square на тот момент находилась на грани банкротства. Основную команду на много лет вперёд составили Хиронобу Сакагути — главный дизайнер и разработчик, Ёситака Амано — художественный оформитель и дизайнер персонажей, и Нобуо Уэмацу — композитор серии. Персонажи и логотип названия были разработаны Ёситакой Амано. Сценарий написали Акитоси Кавадзу и Кэндзи Тэрада. Программистом был ирано-американец Насер Джебелли, живший в то время в Японии.
Игра делалась в стиле популярной в то время JRPG Dragon Quest (Dragon Warrior в США), однако преимуществом Final Fantasy стала более тщательная проработка мира игры, диалогов, музыкального оформления и более серьёзный графический стиль. Как итог, игра хорошо продавалась (хотя и хуже чем Dragon Quest) и позволила компании продолжить разработку серии.

### Музыкальное сопровождение
Final Fantasy была шестнадцатой видеоигрой с музыкальным сопровождением Нобуо Уэмацу. Эта музыка была выпущена на CD вместе с музыкой из Final Fantasy II. Несколько треков из игры стали основными для серии Final Fantasy: Вступление (Prelude) — арпеджио, играющее при появлении экрана приветствия; Открывающая тема (Opening Theme), играющая, когда персонажи впервые пересекают мост возле Корнелии в начале игры, и позже названная темой Final Fantasy; и Победные фанфары (Victory Fanfare), играющие после каждого удачного боя. Открывающий мотив Боевой темы (Battle theme) также был использован множество раз в серии, а также в Chrono Trigger — игре для SNES также разработанной Square.

### Баги
В игре присутствуют некоторые весьма заметные ошибки и недоработки. Эти ошибки впервые появились в оригинальной японской версии игры и позже перекочевали в американскую локализацию и порт для MSX2, но были исправлены в последующих ремейках (начиная с WonderSwan Color). Вот некоторые из них (для NES/Famicom):
- Все мечи, которые являются магическими и должны наносить дополнительный урон существам определённого класса — не работают; то есть, это просто обычные мечи и они не дают никаких преимуществ.
- Заклинания Tmpr, Sabr, Xfer, Lock — не работают, а Lok2 и Hel2 работают неправильно.
- Предмет House работает в следующем порядке: восстанавливает очки жизни, сохраняет игру, восстанавливает магические заряды. Если игрок после его использования выключил игру, то восстановленные магические заряды не будут сохранены, так как они восстанавливаются после сохранения.
- Параметр INT (интеллект) вообще ни на что не влияет или влияет очень слабо.

### Команда разработчиков

#### Оригинальная версия для Famicom
- Автор идеи — Хиронобу Сакагути
- Дизайн персонажей — Ёситака Амано
- Программирование — Насер Джебелли
- Сценарий — Кэндзи Тэрада
- Музыка — Нобуо Уэмацу

#### Ремейк для PlayStation
- Исполнительный продюсер — Ёити Вада
- Продюсер — Ю́сукэ Хирата
- Менеджер по продажам — Киёми Таникава
- Directors — Хидэси Кёнэн, Кацуёси Кавахара и Кадзухико Ёсиока
- Movie Director — Кодзи Вакасоно
- Movie Designers — Мицухира Ямадо, Сатоси Сумида, Масата Мотоки, Ютака Маэкава, Ватару Икэда, Син Адзума и Румико Савада
- Movie Programmer — Наото Уэнака
- Музыкальное сопровождение — Нубуо Уэмацу
- Графика — Ёсисукэ Накахара, Миэко Хосино, Томохико Танабэ, Хидэки Омори и Эйдзи Ямасита
- Бета-тесты — Рэйко Кондо
- Localization Manager — Акира Касиваги
- Localization Directors — Томоко Сэкии и Кадзуёси Тасиро
- Localization Programmer — Ёсинори Уэниси
- Localization Specialist — Аманда Дж. Кацурада
- Localization Assistant — Сатоко Кондо

## Локализация и ремейки
В США игра была издана уже в 1990 году. Помимо перевода, в ней было изменено большинство названий предметов, заклинаний и монстров. Часть изменений в названиях была вызвана цензурой издателя игры — Nintendo of America (Holy → FADE), часть — отсутствием соответствующих лицензий (Beholder → EYE), часть — нехваткой места на буквы, но многие остаются и без логического объяснения (Lizard → IGUANA). Кристаллы героев в оригинальной версии стали сферами (Orb), а золото — гилями (Gil). Из игры были убраны все упоминания религии и соответствующая символика: церкви превратились в клиники, а знак креста на них заменили на рисунок сердца. Кресты в подземельях стали свечами, а пентаграммы в логове Тиамат (Tiamat) — треугольниками. Незначительно изменилась графика: боевые позы большинства персонажей немного отличались от японской версии, несколько монстров были значительно перерисованы. Также, последний этаж Temple of Fiends в американской версии был совершенно пуст, в то время как в японской там было множество монстров.
Позже был издан целый ряд ремейков для других платформ: MSX 2 (1989), WonderSwan Color (2000), PlayStation (2002), Game Boy Advance (2004), мобильных телефонов (2004) и PlayStation Portable (2007). Примерно треть ремейков издавались только на территории Японии, остальные, в основном, в США. Следует заметить, что до Европы и Австралии игра дошла только в 2003 в виде релиза Final Fantasy Origins.
| Название                              | Платформа            | Дата       | Регион | Издатель         | Носитель        |
| ------------------------------------- | -------------------- | ---------- | ------ | ---------------- | --------------- |
| Оригинал                              |                      |            |        |                  |                 |
| Final Fantasy                         | Famicom              | 18.12.1987 | Япония | Square Co., Ltd. | 2-mb картридж   |
| Порты                                 |                      |            |        |                  |                 |
| Final Fantasy                         | MSX2                 | 12.1989    | Япония | Microcabin       | 3,5″ дискета    |
| Final Fantasy                         | NES                  | 12.07.1990 | США    | Nintendo         | 2-mb картридж   |
| Ремейки                               |                      |            |        |                  |                 |
| Final Fantasy                         | WonderSwan Color     | 09.12.2000 | Япония | Square Co., Ltd. | картридж        |
| Final Fantasy I+II Premium Collection | PlayStation          | 31.10.2002 | Япония | Square Co., Ltd. | CD-ROM          |
| Final Fantasy Origins                 | PlayStation          | 14.03.2003 | Европа | Infogrames       | CD-ROM          |
| Final Fantasy Origins                 | PlayStation          | 08.04.2003 | США    | Square Enix      | CD-ROM          |
| Final Fantasy i                       | NTT DoCoMo 900i      | 29.02.2004 | Япония | Square Enix      | платная закачка |
| Final Fantasy Advance                 | Game Boy Advance     | 29.07.2004 | Япония | Nintendo         | 128-mb картридж |
| Final Fantasy EZ                      | CDMA 1X WIN W21x     | 19.08.2004 | Япония | Square Enix      | платная закачка |
| Final Fantasy I & II: Dawn of Souls   | Game Boy Advance     | 29.11.2004 | США    | Nintendo         | 128-mb картридж |
| Final Fantasy I & II: Dawn of Souls   | Game Boy Advance     | 03.12.2004 | Европа | Nintendo         | 128-mb картридж |
| Final Fantasy                         | Yahoo! Keitai        | 03.07.2006 | Япония | Square Enix      | платная закачка |
| Final Fantasy Anniversary Edition     | PlayStation Portable | 19.04.2007 | Япония | Square Enix      | UMD             |
| Final Fantasy Anniversary Edition     | PlayStation Portable | 26.06.2007 | США    | Square Enix      | UMD             |

### MSX 2
Технологически MSX 2 достаточно близок к NES, поэтому версия игры для него весьма сходна с оригиналом (включая большинство багов). Игра была выпущена в 1989 году, спустя два года после оригинала и издавалась компанией Microcabin; за пределы Японии эта версия так и не вышла. Несмотря на копирование оригинала вплоть до ошибок, в игру внесён ряд изменений, причиной которым были как некоторые преимущества так и недостатки новой платформы:
- В качестве носителя использовались дискеты, имеющие почти втрое больший объём, чем картидж для NES (720 Кб против 256), однако, такой формат был и более медленным, что увеличило время загрузок.
- Из-за другого носителя система сохранения игры тоже была изменена: запись производилась на дискету, причём непосредственно на дискету с игрой сохраниться было нельзя, и даже на чистую помещался только один слот для сохранения. Таким образом, единственным выходом для сохранения игры на разные слоты было использование нескольких чистых дискет.
- Графика претерпела изменения и стала красочнее за счёт того, что палитра MSX 2 шире, чем палитра NES (256 цветов против 48+5).
- Поскольку MSX2 имела больше звуковых каналов чем NES, звук и музыка также претерпели значительные изменения, многие эффекты были улучшены или заменены, кроме того, фоновая музыка некоторых подземелий была перемещена в другие[7].
- Карта мира была немного сдвинута вверх и влево, это вызвало изменения в зонах со случайными монстрами[7].
- Из-за отсутствия технологии плавного скроллинга перемещение выглядело дёрганым.
- Ряд изменений претерпел игровой процесс: была урезана сила класса Чёрный Пояс — теперь их атака и защита при отсутствии оружия и брони не зависели от уровня, что вынудило игроков экипировать им нунчаки. Изменились цены на некоторые вещи[7].

### WonderSwan Color
Игра вышла более чем через 10 лет после оригинала на более современной платформе, что, естественно, повлекло за собой значительные изменения. Эта версия издавалась только в Японии, как и сама WonderSwan Color.
- Полностью перерисована графика, хотя разрешение экрана в этой версии меньше, чем в какой-либо другой, 16-битная палитра полностью преображает игру. Изображения монстров напоминают своих прототипов из NES-версии, но прорисованы значительно более детально, персонажи также подверглись редизайну. В целом, визуальное оформление игры напоминает о версиях Final Fantasy на SNES.
- В игру было внесено несколько новых мелодий — новая прелюдия в начале, несколько тем для боссов и некоторые другие. Их качество было подтянуто до возможностей платформы.
- Был обновлён дизайн боевого меню, оно стало располагаться внизу, как в более поздних сериях игры. Были добавлены помещения в магазины (ранее меню покупки выдавалось сразу при входе в здание), текстовая информация в бою была заменена графической — статусы и урон показывались в виде пиктограм и чисел соответственно. Персонажей и их противников больше не разделяла рамка.
- Особенность с неперенаправляемыми ударами стала опциональной, можно было отключить её, и тогда, если удар персонажа приходился по уже убитому монстру, он автоматически перенаправлялся на другого. Добавлена возможность бегать, перемещаясь в два раза быстрее; магическая система в целом осталась прежней, но заклинания стало можно «забывать», чтобы разучивать новые.
- Полностью переработана система вещей: в оригинальной версии они хранились у каждого персонажа по отдельности, в этой версии инвентарь — общий. Кроме того предметы LIFE и SOFT стало можно использовать в бою, статус молчания (Mute) перестал запрещать использовать вещи в битве.
- В игру вошло множество дополнительных сценок, вроде постройки моста в Корнелии (Cornelia), диалоги NPC были расширены за счёт возможности WonderSwan Color выводить несколько экранов текста в отличие от NES.
- Большинство багов было исправлено, неправильно работающие заклинания и магические предметы стали работать нормально, портал (Warp) стал работать по другому, перенося партию на предыдущий посещённый этаж, а не на более близкий к выходу.
- Возросло до восьми число слотов для сохранения, в то время как в оригинале был доступен только один. Также было добавлено обычное для мобильных консолей быстрое сохранение, воспользоваться им можно было в любое время за исключением битвы, но после первой загрузки оно стиралось.
- Изменения в организации вещей и исправленные заклинания сделали игру легче, поэтому у ряда монстров и боссов было увеличено число HP, в отдельных случаях в два раза.

### PlayStation
| Сводный рейтинг | Сводный рейтинг |
| Агрегатор       | Оценка          |
| --------------- | --------------- |
| GameRankings    | 80,64 %         |

Версия для PlayStation, в целом, базируется на ремейке для WonderSwan Color, и большая часть изменений осталась, но, в том числе, и за счёт технологического превосходства PlayStation, в игру внесли и другие улучшения, в основном это касается графического и звукового оформления. За пределами Японии игра издавалась вместе с ремейком Final Fantasy II под названием Final Fantasy Origins — это первая версия оригинальной игры, которая официально продавалась в Европе и Австралии.
- Графика, по сравнению с версией для WonderSwan Color, улучшилась, хотя и не слишком значительно. Общий вид остался таким же, но увеличилось количество цветов и разрешение, в эффекты заклинаний добавилась прозрачность, для перехода к битве была нарисована специальная анимация, а при полёте на воздушном корабле карта показывалась в перспективе. В игру были вставлены FMV-видеоролики, нарисованные специально для этой версии.
- Под возможности новой платформы подведено и звуковое оформление — качество мелодий было улучшено и добавилась пара новых треков[10]. Отдельная тема для меню персонажей ушла в прошлое, теперь там звучала та же музыка, что и на локации, только тише.
- В английской версии все диалоги были заново переведены, названия монстров и заклинаний больше соответствовали оригиналу, а имена персонажей могли включать до 6-и символов. В японской версии в диалогах появились кандзи[7].
- Смена формата с картриджа на CD-ROM добавила небольшие паузы для загрузки локаций. Сохранение игры занимало один слот, соответственно, на карте памяти вмещалось до пятнадцати сохранений. На замену быстрого сохранения была добавлена функция memo save, позволяющая сохранять игру во внутреннюю память консоли где угодно (кроме битв), но это сохранение исчезает при выключении PlayStation.
- Также было внесено множество мелких добавлений и изменений: поддержка вибрации, «мягкая» перезагрузка (L1+R1+L2+R2+Start+Select) и прочее. Раздел бонусов (галерея с рисунками и бестиарий) пополнялся по мере прохождения, для сбора всех нужно было пройти игру два раза[11]. Появился лёгкий режим, в котором быстрее растут опыт и характеристики, а также снижены цены в магазинах[7].
- Европейская версия была медленнее прочих на 16,7 %, а изображение сжато сверху и снизу из-за особенностей формата PAL.

### Game Boy Advance
| Сводный рейтинг | Сводный рейтинг |
| Агрегатор       | Оценка          |
| --------------- | --------------- |
| GameRankings    | 80,02 %         |

Довольно много изменений содержит и релиз для GameBoy Advance, который является частью Final Fantasy I & II: Dawn of Souls.
- Уровень сложности стал схож с «лёгким режимом» («Easy Mode») в Final Fantasy Origins. Но в отличие от неё, в версии для GBA нет возможности выбрать более сложный режим. Перенаправление «неэффективных» ударов, которое было опционально в WSC, стало обязательным.
- Графика более-менее идентична версии на WSC, однако экран GBA имеет большее разрешение, и некоторые моменты (например полёт на дирижабле) выглядят лучше.
- Поуровневая система магии была заменена на используемую в более поздних частях серии MP-систему[13].
- Появилось много новых предметов. Лечащие предметы теперь более доступны и стоят дешевле. Партия начинает игру с 500 gil вместо 400 gil, как в предшествующих версиях.
- Нет галереи с рисунками и коллекции предметов из версии для PlayStation, но бестиарий остался. Определённые классы модифицированы: Вор и Монах стали более мощными, а Красный Маг — слабее. Рост характеристик изменён, и Интеллект теперь влияет на урон, наносимый магическим оружием.
- Игру можно сохранить в любое время и в любом месте (за исключением боя)[14]. Доступно три слота сохранения; старые записи можно удалить, лишь перезаписав их.
- Поскольку введённые изменения облегчают бой, увеличились НР у многих монстров и боссов. Добавлены четыре новых подземелья по количеству «Стражей Хаоса» («Fiends of Chaos»), которые становятся доступными лишь после победы над соответствующим Стражем. Эти подземелья довольно трудные и в них находятся вещи и монстры, которых нельзя встретить в другом месте. В конце каждого подземелья, присутствуют боссы из последующих игр серии: от Final Fantasy III до Final Fantasy VI.
- Наконец, при создании персонажа, можно позволить игре присвоить ему произвольное имя, используя имена персонажей из других игр серии.

### Мобильные телефоны
В 2004 году, Square Enix выпустила версию Final Fantasy для двух японских мобильных сетей. Версия для серии телефонов NTT DoCoMo FOMA 900i выпущенная 1 марта 2004 года под названием Final Fantasy i.
Следующая версия для CDMA 1X WIN-совместимой W21x серии была выпущена 19 августа 2004 года под названием Final Fantasy EZ. Другая версия, просто названная Final Fantasy, была также выпущена для телефонов Yahoo! Keitai компании SoftBank 3 июля 2006 года. По графике игры превосходят оригинальную 8-битовую версию, но не настолько, как последние порты для обычных и карманных консолей. Из нововведений лишь возможность использования восьми символов для имени персонажа. Square Enix планировала выпустить эту версию для североамериканских мобильных телефонов в 2006 году.
В 2010 году Square Enix совместно с Namco выпустили ремейк первой части для мобильных телефонов с поддержкой J2ME. Цветовая палитра и нововведения больше напоминают версию игры для WonderSwan Colour, нежели версию для NES.

### PlayStation Portable
| Сводный рейтинг | Сводный рейтинг |
| Агрегатор       | Оценка          |
| --------------- | --------------- |
| GameRankings    | 67,93 %         |

К двадцатилетию серии Final Fantasy, Square Enix выпустила версию Final Fantasy для PSP одновременно с Final Fantasy II. 19 апреля 2007 года игра вышла в Японии, 26 июня — в Северной Америке, а европейская версия вышла 8 февраля 2008 года.
- Благодаря более высокому разрешению PSP эта версия имеет улучшенную 2D графику и сюжет. Появились аэро-эффекты в городах и на локациях. Mode 7 использован как во время передвижения пешком, так и во время полётов на дирижабле.
- Присутствуют FMV-ролики из Origins и дополнительные подземелья из Dawn of Souls. Она также позаимствовала саундтрек из Origins, (хотя во время битв с боссами в дополнительных подземельях играет музыка из игры, в которой они были первоначально), и геймплей из Dawn of Souls. Также присутствуют совершенно новое подземелье и галерея рисунков Амано к игре. В галерее используется высокое разрешение экрана PSP для отображения высококачественных рисунков от Ёситаки Амано; новые изображения становятся доступными по мере прохождения игры.
- Добавлена новая локация, названная Labyrinth of Time (яп. 時の迷宮 Toki no Meikyū), это подземелье с лимитом времени, в котором HP персонажей со временем уменьшается. Игрок может использовать заклинания Белой Магии и зелья, чтобы увеличить лимит и спуститься глубже в подземелье[22].

## Влияние и значимость
Final Fantasy была одной из наиболее влиятельных ранних консольных RPG, и сыграла важную роль в становлении и популяризации жанра. Согласно одному рецензенту, сюжет Final Fantasy, наполненный проработанными рассказами и путешествиями во времени, является более глубоким и интересным, чем в Dragon Quest. Сегодня многие критики отмечают, что игра слабо соответствует современным стандартам, и игрок тратит больше времени бродя в поиске случайных боев, чтобы увеличить опыт и количество денег, чем изучая и выполняя задания, тогда как другие обозреватели находят прокачку персонажа и исследование окрестностей самыми увлекательными составляющими игры.
В марте 2006 года Final Fantasy появилась в Top 100 games журнала Famitsu, где по итогам голосования читателей стала 63-й в списке лучших игр всех времен. В 2005 году, пользователи GameFAQs сделали аналогичный список, в котором Final Fantasy заняла 76 место. Она также заняла 49 место в списке лучших игр для Nintendo System в Top 200 Games журнала Nintendo Power. IGN оценил версию для Wonderswan Color в 8.6 из 10 и отметил её графические улучшения, особенно по части боя. Final Fantasy Origins была хорошо принята, но все же в ней не достает многих новшеств, присутствующих, например, в Final Fantasy IV, и также было отмечено, что дополнительный контент не смог значительно улучшить игру. Версия для портативной консоли PlayStation Portable получила 6,9 баллов (игра была названа «Проходной»), в связи с тем, что «ранее уже появлялись более качественные и дешёвые издания игры». Хотя усовершенствованная графика была названа «достаточно приятной».
Музыкальная тема, играющая, когда персонажи впервые пересекают мост возле Корнелии в начале игры, стала музыкальной темой всей серии и присутствует во всех Final Fantasy кроме Final Fantasy II. Final Fantasy также послужила основой для эпизода анимационного сериала Captain N: The Game Master, который назывался The Fractured Fantasy of Captain N. Спрайтовый Веб-комикс 8-Bit Theater, пародирующий игру является популярным в игровом сообществе.